# Фариас, Эрнесто
Эрне́сто Анто́нио Фари́ас (исп. Ernesto Antonio Farías; родился 29 мая 1980 года в Тренке-Лаукене, Аргентина) — аргентинский футболист, выступавший на позиции нападающего. Игрок сборной Аргентины.

## Клубная карьера
Фариас начал карьеру в клубе «Эстудиантес». 10 мая 1997 года в матче против «Лануса» он дебютировал в аргентинской Примере. За семь сезонов Эрнесто забил 93 мяча и занял пятое место в списке лучших бомбардиром клуба за всю историю, а в 2003 году стал лучшим снайпером Апертуры.
В 2004 году он перешёл в итальянский «Палермо», где воссоединился со своим соотечественником Мариано Гонсалесом. В Серии А Фариас принял участие в 13 матчах, но голов не забил. По окончании сезона он вернулся на родину, подписав соглашение в клубом «Ривер Плейт». В составе новой команды он стал лучшим бомбардира Кубка Либертадорес и помог ей добраться до 1/4 финала.
После удачного выступления на родину Фариас должен был перейти в мексиканскую «Толуку», но из-за неправильно оформленных документов перешёл в португальский «Порту». Сумма трансфера составила 4 млн евро. 12 января в матче против «Браги» он забил свой первый гол в Сангриш лиге. Несмотря на то, что Эрнесто был сменщиком Халка, Родамеля Фалькао и Лисандро Лопеса, ему удалось забить 23 гола, также дважды выиграть чемпионат и Кубок Португалии.
В 2010 году Фариас перешёл в бразильский «Крузейро». 5 сентября в матче против «Палмейраса» он дебютировал в Серии А. В этом же поединке он забил свой первый гол. С «Крузейро» Фариас стал чемпионом Бразилии и выиграл Лигу Минейро. В 2012 году Эрнесто на правах аренды перешёл в «Индепендьенте». 12 февраля в матче против «Сан-Мартин» он дебютировал за клуб. 11 марта в поединке против «Бока Хуниорс» Фариас сделал хет-трик.
Летом 2014 года Эрнесто перешёл в уругвайский «Данубио». 24 августа в матче против «Атенаса» он дебютировал в уругвайской Премьере. В этом поединке он забил свой первый гол за команду, реализовав пенальти.

## Международная карьера
В 1999 году Фариас в составе молодёжной сборной Аргентины принял участие в молодёжном чемпионате мира в Нигерии.
3 сентября 2005 года в отборочном матче чемпионата мира 2006 против сборной Парагвая Эрнесто дебютировал за сборную Аргентины.

## Достижения
Командные
 «Порту»
- Чемпионат Португалии по футболу — 2007/2008
- Чемпионат Португалии по футболу — 2008/2009
- Обладатель Кубка Португалии — 2008/2009
- Обладатель Кубка Португалии — 2009/2010
- Обладатель Суперкубка Португалии — 2009

 «Крузейро»
- Серия А — 2013
- Лига Минейро — 2011

Индивидуальные
- Лучший бомбардир чемпионата Аргентины — Апертура 2003
- Лучший бомбардир Кубка Либертадорес — 2006